# Frans Olbrechts
Frans Olbrechts (Mechelen, 16 februari 1899 - Aken, 24 maart 1958) was een Belgisch volkskundige, etnoloog en antropoloog.

## Levensloop
Na humaniorastudies aan het Sint-Romboutscollege in Mechelen, promoveerde hij in 1925 aan de Katholieke Universiteit Leuven tot licentiaat in de Germaanse filologie, met een volkskundige studie over Een oud Mechels bezweringsformulier. Met deze studie behaalde hij ook een staatsprijs in het kader van de interuniversitaire wedstrijd.
Hij kreeg een studiebeurs, die hem toeliet aan de Columbia University in New York te studeren bij professor Franz Boas, leidinggevend Amerikaans volkskundige. Op aanbeveling van Boas ondernam hij veldonderzoek bij de Oostelijke Cherokee in de staat North Carolina (1926-1927). Het resultaat van dit verblijf was de vertaling en analyse van een unieke verzameling genezingsformules en medische voorschriften. Vervolgens vatte hij een onderzoeksproject aan bij de Onondagastam in de staat New York (1929-1930). De tijdens zijn twee verblijven op het terrein aangelegde verzamelingen schonk hij aan de Koninklijke Musea voor Kunst en Geschiedenis in Brussel, waar hij attaché werd (1930-1935). In 1932 werd hij tevens docent etnologie en kunst van de primitieve volkeren aan de Rijksuniversiteit Gent.
Gedurende de jaren dertig speelde hij een voortrekkersrol op het domein van de folklore die, in wetenschappelijke middens, werd omgedoopt tot volkskunde. Hij trof hierin als medepromotoren onder meer Clemens Trefois en professor Paul De Keyser aan. Hij was in 1932 een van de medeoprichters van de Zuid-Nederlandse Centrale voor Folklore-onderzoek. Hij was ook nauw betrokken bij de Vlaamse Filologencongressen en bij de Folkloredagen.
Tijdens de Tweede Wereldoorlog begaf hij zich niet, zoals anderen in de culturele sector, op het glibberige pad van de collaboratie. Zijn boek Vlaanderen zendt zijn zoonen uit kende in 1942 een aanzienlijk succes. Hierin beschreef hij de reizen en activiteiten van markante Vlamingen in het verre buitenland. Onder hen: Willem van Rubroek, Joos van Ghistele, Pieter van Gent, Nicolaes Cleynaerts, Ogier Gisleen van Busbeke, Emanuel de Aranda, Ferdinand Verbiest, Joris van Geel en Pieter Fardé.
In 1947 werd hij directeur van het Koninklijk Museum voor Belgisch Congo in Tervuren en vervulde op actieve wijk dit ambt, tot aan zijn vroegtijdige dood. Na zijn overlijden werd zijn bibliotheek, ongeveer 1800 boeken, geschonken aan KU Leuven Bibliotheken. Zijn verzameling bestond hoofdzakelijk uit antropologische en etnologische werken.
Als conclusie kan men stellen dat Olbrechts vanuit zijn belangstelling voor de volkskunde, een befaamd etnoloog en antropoloog werd. Hij werd een kenner van de Indiaanse en Afrikaanse kunst en cultuur, een verzamelaar van etnische kunst en organisator van indrukwekkende etnografische tentoonstellingen. Hij verspreidde zijn kennis door zijn publicaties, door zijn hoogleraarschap in de etnologie, door zijn directeurschap van het Afrikamuseum en door zijn deelname aan talrijke wetenschappelijke colleges en commissies.

## Publicaties
- Een oud Mechels bezweringsformulier, 1925
- Kunst van Vroeg en van Verre, 1929
- Het Roode Land der Zwarte Kariatieden, 1935
- Ethnologie. Inleiding tot de studie der primitieve beschaving, 1936
- Maskers en dansers in de Ivoorkust, 1940
- Vlaanderen zendt zijn zoonen uit!, 1942
- Plastiek van Kongo, 1946.

## Het Frans Olbrechtgenootschap
In 1968 stelde de weduwe van Frans Olbrechts een bedrag ter beschikking dat toeliet een Frans Olbrechtgenootschap op te richten. De voornaamste activiteit van het genootschap bestond er in prijzen uit te reiken aan werken die uiteenlopende onderwerpen betreffende de volkscultuur behandelden, zoals sagen en legenden, volksgeloof en magie, volksboeken, gildewezen, schoolwezen, devotieprenten, iconografie, archiefinventarissen en poëziealbums. Tussen 1971 en 2018 werden een twintigtal werken bekroond.